# Gulddamascering
Gulddamascering er en teknik til at dekorere genstande af stål med mønstre i guld. Teknikken, der kun har navnet til fælles med den egentlige damascering, benyttedes fortrinsvis på våben og rustninger fra det 13. århundrede, men også på finere vasker, æsker og andre genstande, senere på luksuriøse udgaver af håndskydevåben, især pistoler. Sådanne våben var specialfremstillede udgaver af standardvåben og kunne forsynes med ejerens navnetræk, adelsvåben, passende skriftsteder eller et nationalt våben og benyttedes af og til som gaver i forbindelse med forhandling om større salg af håndvåben. Teknikken er på grund af den høje pris ved arbejdet stort set forsvundet. Til gengæld fremstilles smykker og andre finere prydgenstande på denne måde.

## Navnet
Navnet gulddamascering henviser til, at teknikken giver resultater, der minder om fine stoffer vævet i Damaskus.

## Udførelse
Der benyttes grundlæggende to teknikker. Ved den ene teknik kradses stålets overflade op med en egnet kniv, så der dannes et net af grater og furer, hvor guldet skal fastgøres. Guldfolie eller tynd guldplade lægges på og hamres ned over graterne med små punsler. Ud over at presse guldet ned i furer og grater, får det også graterne til delvist at bøje rundt, så de holder særdeles godt fast på guldet. Guldet kan nu tilrettes. De dele af stålet, der ikke dækkes af guld, vil nu blive beskyttet mod rust ved blåning i en egnet bejdsevæske. Den fine opkradsning af stålet giver dette en særlig elegant matblå farve, hvor stål på blånede våben normalt vil være blankt. Guldet kan nu gås yderligere efter, idet man kan ciselere det med punsler for at lave detaljer.
Ved den anden teknik, der er mere arbejdskrævende, men ofte kombineres med den første, skærer man med gravstikker underskårne furer i stålet. En tynd guldtråd eller guldstrimmel lægges nu ned over furen og hamres med en punsel delvist ned i den, hvor guldtråden udvider sig til siden (ind under underskæringen) og således holdes fast. Flere sådanne guldstrimler kan danne et sammenhængende lag over en større flade. Laget rager kendeligt op over stålet. Overskydende guld kan fjernes, og der ciseleres.
Ved at anvende forskellige legeringer eller sølv kan forskellige farver opnås.

## Spanien
Teknikken synes især at have været brugt i Spanien, også frem til engang i det 20. århundrede. Stilmæssigt deler dekorationen sig i to grupper, der synes præget af landets mauriske fortid og kultur. I det sydlige Spanien benyttedes en stil, toledo-stilen, der ikke viser dyr eller mennesker, men gerne rent geometriske mønstre og scener fra arkitekturen. I det nordlige Spanien kunne dyr, planteslyng og mennesker i eibar-stilen spille en fremtrædende rolle i dekorationen.

## Persien
Også fra Persien kendes til våben udsmykket med gulddamascering. På Davids Samling findes en stridsøkse med gulddamascering.

## Japan
Japan har en lang tradition for brug af teknikken til udsmykning af sværd og parérplader (tsuba)..